# Opstand van de Maillotins

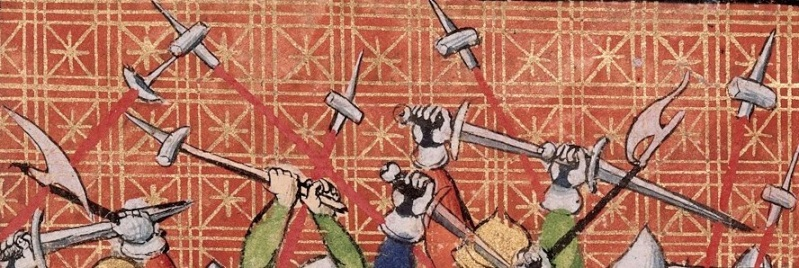
Maillotin is een wapen, een lans met hamer

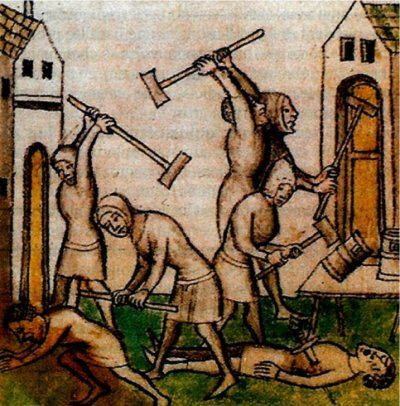
De opstand afgebeeld op een miniatuur uit de 15e eeuw

De Opstand van de Maillotins was een volksopstand in 1382 tijdens de Honderdjarige Oorlog in de regio Parijs tegen het fiscaal beleid van koning Karel VI van Frankrijk.

## Context
De Honderdjarige Oorlog (1337-1453) en de Zwarte Dood (1347-1352), die regelmatig terug zijn kop opstak, zorgden voor heel wat armoede en ontvolking, voornamelijk in Frankrijk, maar ook in de rest van Europa. Volksopstanden kwamen nu en dan voor, bijvoorbeeld de Jacquerie van 1358.
Op het eind van de veertiende eeuw was de bevolking oorlogsmoe, maar in plaats van vrede te stichten hief de adel hogere belastingen om de oorlog verder te kunnen zetten; wegens een tekort aan arbeidskrachten werd de bewegingsvrijheid van de arbeiders ingeperkt. Overal in Europa braken er volksopstanden uit: de ciompi in Italië, de wevers in Vlaanderen, de boeren in Engeland. In Frankrijk begon het met de Clameur de Haro in Rouen.
Op 1 maart 1382 viel een volksmenigte het stadhuis en het wapenarsenaal van Parijs aan; belastingontvangers en Joden werden geviseerd. De werkelijke macht in Frankrijk lag bij Filips de Stoute, de hertog van Bourgondië. Zijn voornemen was eerst de Vlaamse opstand te breken; het graafschap Vlaanderen was ook een deel van Frankrijk. Tijdens de Slag bij Westrozebeke sneuvelde de rebellenleider Filips van Artevelde. Daarna marcheerde koning Karel VI met een groot leger door alle opstandige steden. Begin januari deed hij zijn intrede in Parijs, waar hij feestelijk werd verwelkomd. De opstandelingen dachten op die manier gunstige voorwaarden te verkrijgen. Minder was waar, de verantwoordelijken werden zwaar gestraft. Het enige dat ze bereikten was de afschaffing van het ambt prévôt de Paris.